# دنکینگن
دنکینگن (به آلمانی: Denkingen) یک شهر  در آلمان است که در تاتلینگن واقع شده‌است. دنکینگن ۲٬۵۳۳ نفر جمعیت دارد.

## خواهرخوانده
شهرهای کیرشاو و شیرگیزوالده-کیرشاو خواهرخوانده‌های دنکینگن هستند.